# Псалом
Псало́м (через церк.-слав. псалъмъ (Ѱало́мъ), от ед. ч. др.-греч. ψαλμός — пение под аккомпанемент струнного щипкового инструмента, мн. ч. ψαλμοί (псалмы́), от ψάλλω — «пою») — жанр и форма иудейской и христианской лирической молитвословной поэзии. Сто пятьдесят псалмов составляют Псалтирь.

## Этимология
Греческое слово ψαλμός (псалмо́с) — производное от глагола ψάλλειν (ψάλλω), что буквально означает «перебирать пальцами; щипать струны». В еврейской Псалтири для обозначения жанра используется слово מזמור‬ (мизмор, от корня זמר‎ — «музицировать; создавать музыку во славу Бога», араб. زمر‎ — «дудка; играть на жалейке»), стоящее в начале 57 псалмов.
Одними, еврейское слово мизмор, сравнивается с греческим псалмос, и приравнивается к игре на щипковом инструменте, другими, сравнивающими с арабским глаголом замер, приравнивается к игре на духовом инструменте.

## Стилевые особенности
Структурно псалом состоит из стихов (версов, от versus), каждый из которых, как правило, распадается на два полустишия, редко — на три и более. Для обозначения псалмового стиха («строки») также используют термин из риторики — ко́лон; соответственно, стих из двух полустиший обозначается как бико́лон, из трёх — трико́лон. При этом семантически и структурно оформленная совокупность нескольких полустиший (двухчлен, трёхчлен) «строфой» не называется.
Деление псалма на стихи (и стиха на полустишия) в разных редакциях Псалтири может различаться даже в пределах одной языковой версии, например, в латинском 126-м псалме:
| Clementina | Liber usualis |
| --- | --- |
| 2 Vanum est vobis ante lucem surgere / surgite postquam sederitis, / qui manducatis panem doloris, / cum dederit dilectis suis somnum. 3 Ecce hereditas Domini filii, / merces fructus ventris. | 3 Vanum est vobis ante lucem surgere / surgite postquam sederitis, qui manducatis panem doloris. 4 Cum dederit dilectis suis somnum. / Ecce hereditas Domini filii, / merces fructus ventris. |

Поэтическая форма псалма основана на синтаксическом параллелизме (parallelismus membrorum), который объединяет или синонимические вариации одной и той же мысли, или две противоположные мысли (два высказывания), находящиеся в отношении восходящей градации. Чаще других встречается
- синонимический параллелизм (synonymer Parallelismus), который даёт возможность заметить и «прочувствовать» тонкие различия одной и той же мысли, например:

Закон Господа совершен, укрепляет душу;

откровение Господа верно, умудряет простых (Пс. 18:8).
Нередки также антитетический и синтетический параллелизмы:
- антитетический параллелизм (antithetischer Parallelismus) соединяет противоположные мысли, которые должны восприниматься как единое высказывание, например:

Прежде страдания моего я заблуждался;

а ныне слово Твое храню (Пс. 118:67).
Ибо знает Господь путь праведных,

а путь нечестивых погибнет (Пс. 1:6).
- при синтетическом параллелизме (synthetischer Parallelismus) первая строка дополняется второй таким образом, что только после этого дополнения высказывание обретает завершённость, или таким образом, что высказывание, подразумеваемое в первой строке лишь имплицитно, делается во второй строке эксплицитным, например:

Как юноше содержать в чистоте путь свой? —

Хранением себя по слову Твоему (Пс. 118:9).
Ибо отец мой и мать моя оставили меня, 

Но Господь примет меня (Пс. 26:10).
Некоторые филологи выделяют и другие виды параллелизма, например
- полярный параллелизм (polarer Parallelismus):

Боже мой! я вопию днем, — и Ты не внемлешь мне,

ночью, — и нет мне успокоения (Пс. 21:3).
- хиастический параллелизм (chiastischer Parallelismus, структурно: A — B, B' — A'):

Душа моя ожидает Господа более, нежели стражи — утра;

более, нежели стражи — утра, да уповает Израиль на Господа (Пс. 129:6, 7).
В синтаксическом параллелизме Эрих Ценгер увидел «отражение семитского (древнееврейского) мышления, которое желает, в отличие от греческого мышления, не отграничить понятия друг от друга, а возможно более пластично передать жизненность предмета или опыта».
В строении «алфавитных» псалмов 9, 24, 33, 36, 110, 111, 118, 144 используется принцип акростиха. В переводах с еврейского его заменяют символические «алфавитные» (названия букв еврейского алфавита, написанные латиницей или кириллицей — в зависимости от перевода) заголовки стихов. Каждый из таких псалмов может быть дополнительно структурирован. Например, 21 стих псалма 144 состоит из введения, середины, заключения и четырёх групп стихов.
Структурно и семантически псалмам подобны песни библейские (так называемые «кантики») и некоторые образцы гимнографии, особенно среди паралитургических жанров (Плач. 1:1—22) также могут быть составлены в виде акростиха — 22-х букв еврейского алфавита. Распев псалмов и кантиков — фундамент музыкального оформления богослужения в западно-христианских конфессиях.

## Псалмы в иудейском богослужении
В талмудическом иудаизме псалмы исполнялись в виде песнопений гимнического характера под аккомпанемент. В сборнике молитв содержатся целые псалмы и отдельные стихи. Сегодня раввинами исполнять псалмы под аккомпанемент в шаббат запрещается, «после разрушения Храма в знак траура пение и игра на музыкальных инструментах были запрещены мудрецами». В будни аккомпанемент отсутствует, потому что использовать инструменты можно только в восстановленном Храме.

«Уже не пьют вина с песнями; горька сикера для пьющих её» — это сказано о [музыкальных] инструментах, но голос[овое пение] разрешено.
— Вавилонский Талмуд, Гиттин 7 а

В шаббат… нельзя ни хлопать в ладоши, ни хлопать по бёдрам, ни танцевать.
— Мишна, Бейца 5; вавилонский Талмуд, Бейца 36 б
Звучание музыки библейской эпохи неизвестно. В Средневековье масореты выработали систему диакритических знаков для обозначения огласовки в еврейском консонантном письме, а также экфонетические знаки для записи распевного чтения Танаха в синагоге, которые обозначают направление движения мелодии (восходящее и нисходящее). Обесценивает их значение как исторических данных тот факт, что разные еврейские общины интерпретируют их по-разному.

Невозможно восстановить музыку библейского периода, даже если допустить, что какая-либо традиция может оставаться неизменной или хотя бы узнаваемой на протяжении двух тысяч лет и более от эпохи патриархов до эпохи масоретов, добавивших в текст музыкальные знаки.
— Православная энциклопедия

## Псалмы в христианском богослужении
С тех пор как Псалтирь была переведена на греческий, а затем и на другие языки, псалмы стали составлять (и составляют поныне) «молитвословный» фундамент христианского богослужения. Первоначально в церкви они пелись всей общиной, позже — группой тренированных певчих (хором, чаще — небольшим вокальным ансамблем).
При каждом псалме, как правило, указывались способ исполнения и «модель» (в григорианском хорале называемая «псалмовым тоном»), то есть формульный напев. Таким образом (на основе моделей псалмовых тонов) распевалась вся Псалтирь.
Помимо распева целого псалма на псалмовый тон (разновидность псалмодии) отдельные их стихи у католиков распевались на более развитые (иногда чрезвычайно изысканные и сложные) мелодии. На основе таких стихов возникли самостоятельные песнопения — антифон, градуал, тракт, аллилуйя, большой респонсорий. При этом неизвестные мелурги, — авторы мелодических развитых григорианских хоралов, пользовались Псалтирью неравномерно. Одни псалмовые стихи распевались в этих жанрах многократно, по разным поводам и на разный лад (например, 44, 68, 95, 118), другие почти (или даже вовсе) не использовались (например, 11, 13, 57, 81, 100, 130).
У гугенотов сложился свой тип псалмов, в котором основное внимание обращалось на характеристику текста. Авторами таких многоголосных песен на тексты псалмов были Клод Гудимель, Клод Лежён, Клеман Жанекен. В Англиканской церкви псалмы развивались в форме антема, в лютеранстве монодические церковные песни (Kirchenlieder) на тексты псалмов (как и на другие тексты) подвергались хоровой и инструментальной обработке (известны как хоральные обработки). Распев псалмовых стихов составлял всегда существенную часть также и в богослужении Православной церкви (см. православная музыка, псаломщик).

## Псалмы в профессиональной музыке
Начиная с позднего Средневековья тексты псалмов стали обрабатывать многоголосно. Как и в случае с монодическим хоралом, в многоголосной музыке тексты Псалтири использовались неравномерно. Из псалмов, тексты которых обрабатывались целиком, самыми популярными были 50 Miserere, 116 Laudate Dominum omnes gentes, 109 Dixit Dominus Domino meo, 129 De profundis clamavi и 150 Laudate Dominum in sanctis eius. Отдельные стихи псалмов были положены композиторами в основу различных музыкальных жанров, прежде всего, мотета. Примеры воплощения отдельных псалмовых стихов в профессиональной музыке позднего Средневековья, Возрождения и барокко неисчислимы.
Первоначально в Италии (XVI века) многоголосные обработки псалмов были выдержаны в технике фобурдона (falsobordone). Многоголосная обработка псалмов в моноритмической (старогомофонной) фактуре и мелодической силлабике активно способствовала восприятию созвучий как аккордов и, шире, становлению гармонической тональности.
С XVI века в музыкальных обработках псалмов применялись многохорность, имитационная полифония, во второй половине XVI века и особенно в начале XVII века стали использоваться музыкальные инструменты, исполнение в целом приобрело концертный характер. Большое влияние на развитие псалмов оказали сочинения в этом жанре итальянских композиторов Джованни Габриели и Клаудио Монтеверди. Развитые композиторские обработки псалмов по стилю музыки сблизились с мотетом.
Сочинения на тексты псалмов создали (среди прочих) композиторы Джованни Палестрина, Орландо ди Лассо, Генрих Шютц, Иоганн Себастьян Бах (под названием «мотеты»), Вивальди. В России Василий Титов положил на музыку «Псалтырь рифмованную» (1690) Симеона Полоцкого. В Новое время интерес композиторов к «озвучиванию» псалмовых текстов в целом упал. Среди многих авторов XVIII—XX веков, напрямую использовавших псалмовые стихи, — Вольфганг Амадей Моцарт, Франц Шуберт, Феликс Мендельсон-Бартольди, Иоганнес Брамс, Макс Регер, Ференц Лист, Антонин Дворжак, Золтан Кодай, Александр Цемлинский, Франсис Пуленк, Артюр Онеггер, Чарлз Айвз, И. Ф. Стравинский.
Под впечатлением 49-го псалма было написано стихотворение А. С. Хомякова, стихи которого использовал в кантате «По прочтении псалма» С. И. Танеев.

## Псалмы в литературе
В поэзии разных стран и народов существует многовековая традиция стихотворного переложения псалмов. У истоков этой традиции в русском стихе стоит «Псалтырь рифмотворная» (1680) Симеона Полоцкого — полное переложение всех 150-и канонических псалмов силлабическим стихом (основанное отчасти на аналогичном польском переложении Яна Кохановского). Вслед за ним полные стихотворные переложения выполнили, в частности, Василий Тредиаковский и Александр Сумароков, на протяжении XIX века переложения псалмов появлялись у Василия Жуковского, Фёдора Глинки, Николая Языкова, Алексея Хомякова, Льва Мея, в начале XX века этому жанру отдали дань Валерий Брюсов, Вячеслав Иванов, Фёдор Сологуб и другие авторы символистского направления. Традиция стихотворных переложений и переводов псалмов нашла отражение и в современной русскоязычной поэзии. Полный стихотворный перевод псалмов выполнила Вера Горт, книги стихотворных переложений псалмов принадлежат Ирине Евсе, Максиму Лаврентьеву, Науму Басовскому, Давиду Адесману.
Среди оригинальных трактовок жанра, накладывающих библейский материал на остросовременные реалии, — книга «Псалмы» Генриха Сапгира (1965—1966). Песня «Псалом 151» (номер сигнализирует о заведомой неканоничности) входит в альбом «Сестра Хаос» рок-группы «Аквариум». Песня «Псалом № 1» (псалом царя Давида в переложении Н. М. Языкова) присутствует в альбоме рок-певца Леонида Фёдорова «Душеполезные песни на каждый день».